# 인 더 하이츠
《인 더 하이츠》(영어: In the Heights)는 린매뉴얼 미란다 음악, 가사 및 퀴아라 알레그리아 휴즈 극본의 뮤지컬 작품이다. 도미니카 공화국계 사람들이 많이 사는 뉴욕의 워싱턴하이츠를 배경으로 한다.
2005년 코네티컷의 유진 오닐 시어터 센터에서 공연된 후 2007년 오프브로드웨이에서 공연되었다. 2008년 3월에 브로드웨이 공연을 하였다. 이후 2015년 9월에 블루스퀘어 아이마켓홀 (구 삼성카드홀)에서 라이선스 뮤지컬로 한국 초연이 이루어졌다. 한국 초연의 성공에 힘입어 2016년 8월 일본 도쿄 분카무라 오챠드홀, 10월 요코하마 KAAT 카나가와 예술극장에서 한국 프로덕션 버전의 공연을 올렸고, 2016년 12월에는 예술의 전당 CJ 토월극장에서 재연이 이루어졌다.

## 시놉시스
맨해튼 북서부에 있는 워싱턴하이츠. 그곳은 중남미계 이민자들이 많이 사는 거리로, 잡화점을 운영하는 우스나비와 그가 좋아하는 미용사 바네사는 소꿉친구이다. 어느날 스탠포드 대학교에 다니다가 금전적인 문제로 학교를 그만두고 집으로 돌아온 니나는 아버지가 운영하는 운수회사에 근무하는 청년 베니와 사랑에 빠진다. 니나가 학업을 그만두고 집으로 돌아온 것에 대해 크게 낙심하던 니나의 부모는 평생을 걸쳐 이룬 사업체를 매도할 결심을 하고, 니나와 베니의 관계를 인정하지 못하고 갈등을 겪는다.
한편, 우스나비의 할머니인 클라우디아가 약 1억원의 복권에 당첨되면서 모두들 기뻐하지만, 정작 그녀는 곧 세상을 떠나고 만다. 우스나비는 클라우디아가 남기고 간 돈으로 자신의 가게를 다시 손질해 워싱턴하이츠를 지키고 바네사와도 연인으로 발전하게 된다. 니나는 부모님의 도움으로 다시 스탠포드 대학교로 돌아가기로 마음 먹는다.

## 등장인물

### 브로드웨이
우스나비 Usnavi - 워싱턴하이츠에 있는 잡화점 주인. 도미니카 공화국에서 온 이민자. 바네사를 짝사랑하며 돌아가신 부모님이 오신 고향으로 돌아가는 것을 꿈꾼다.
바네사 Vanessa - 우스나비의 짝사랑 상대. 다니엘라의 미용실에서 일을 한다. 바리오(빈민가라는 뜻으로 쓰임)을 벗어나려고 노력한다.
베니 Benny - 케빈의 택시 회사에서 일하는 기사. 니나와 사랑에 빠지는 인물. 자신만의 사업을 새로 열길 원하는 젊은이.
니나 Nina Rosario - 동네에서 가장 똑똑한 인물. 스탠포드 대학교를 학비 문제 때문에 자퇴하고 동네로 돌아왔다. 베니와 사랑에 빠진다.
소니 Sonny - 우스나비의 사촌으로 가게 일을 돕는다. 어린 나이고 미성숙한 면모를 보이지만 이민자들이 대규모 시위를 통해 인권을 되찾기를 내심 바라는 인물.
클라우디아 "Abuela" Claudia - 동네 할머니이자 정신적 지주. ("아부엘라"는 스페인어로 할머니란 뜻) 고아가 된 우스나비를 길러주셨고 니나에게 삶의 자세를 가르치셨다.
다니엘라 Daniela - 살롱(미용실)의 주인이고 동네 여자들중 가장 수다가 심하다.
칼라 Carla - 다니엘라의 살롱에서 바네사와 일하는 직원. 순진무구하고 눈치없는 성격이 특징이라 가끔 농담을 이해하지 못하기도 한다.
케빈 Kevin Rosario - 니나의 아버지. 푸에르토리코 출신으로 농부 아버지처럼 강압적인 삶의 태도를 기피하기 위해 자식을 항상 위하는 참된 아버지.
카밀라 Camilla Rosario - 니나의 어머니. 레스토랑을 차리는 것을 꿈꾸지만 케빈과 같이 자식을 위해서 꿈을 희생한다.
피라구에로 Piragua Guy - 피라과라는 이름의 푸에르토리코 빙수를 파는 남자. 언제나 긍정적인 태도로 등장해서 감초 역할을 맡는다.
그래피티 피트 Graffiti Pete - 소니의 친구. 친절한 작가.

### 한국
우스나비 Usnavi - 워싱턴하이츠에서 작은 가게를 운영하며 언젠가 고향에 돌아갈 것을 꿈꾸는 희망의 청년.
바네사 Vanessa - 워싱턴하이츠 밖의 세상을 동경하며 모든 남자들의 눈길을 사로잡는 아름다운 미용사.
베니 Benny - 니나의 아버지가 운영하는 콜택시 회사에서 일하며 니나와 사랑에 빠진다.
니나 Nina - 우수한 성적으로 스탠포드 대학교에 입학하지만 금전적 문제로 학교를 그만두고 워싱턴하이츠로 돌아온다.
소니 Sonny - 게으르지만 야망있는 우스나비의 사촌동생으로 우스나비의 가게에서 일한다.
클라우디아 Claudia - 워싱턴 하이츠의 모든 이들의 사랑을 받는 할머니. 부모를 잃은 우스나비와 소니를 직접 키운 워싱턴하이츠의 기둥 같은 존재.
다니엘라 Daniela - 바네사가 근무하는 미용실의 주인. 워싱턴하이츠에서 일어나는 모든 일에 간섭하기를 좋아하는 여자.
칼라 Carla - 다니엘라의 절친으로 다니엘라의 미용실에서 바네사와 함께 근무한다.
케빈 Kevin - 니나의 아버지. 워싱턴하이츠의 콜택시 회사주인.
카밀라 Camilla - 니나의 어머니. 니나의 의견을 잘들어준다.
피라구에로 Piraguero - 푸에르토리코 빙수인 피라과를 만들어 판다.
그래피티 피트 Graffiti Pete - 그래피티 아티스트인 건달. 소니가 따르기도 한다.

## 뮤지컬넘버
린매뉴얼 미란다가 작곡‧작사한 곡으로 브로드웨이 공연을 기준으로 한 넘버이다.
| - In the Heights - Usnavi and Company - Breathe - Nina and Company - Benny's Dispatch - Benny and Nina - It Won't Be Long Now - Vanessa, Usnavi and Sonny - Inutil - Kevin - No Me Diga - Daniela, Carla, Vanessa and Nina - 96,000 - Usnavi, Benny, Sonny, Vanessa, Daniela, Carla and Company - Paciencia y Fe (Patience and Faith) - Abuela Claudia and Company - When You're Home - Nina, Benny and Company - Piragua - Piragua Guy - Siempre (Always) - Camila and Bolero Singer - The Club/Fireworks - Company | - Sunrise - Nina, Benny and Company - Hundreds of Stories - Abuela Claudia, Benny and Company - Enough - Camila - Carnaval del Barrio - Daniela and Company - Atencion - Kevin - Alabanza - Usnavi, Nina and Company - Everything I Know - Nina - No Me Diga (Reprise) - Daniela, Carla and Vanessa - Champagne - Vanessa and Usnavi - When the Sun Goes Down - Nina and Benny - Finale - Usnavi and Company |

## 캐스팅
| 캐릭터 / 공연                 | 브로드웨이 캐스팅 | 2015 한국 초연 캐스팅                                   | 2016 한국 재연 캐스팅                                            |
| ----------------------------- | --- | ------------------------------------------------------- | ---------------------------------------------------------------- |
| 우스나비 (Usnavi)             | 린매뉴얼 미란다 | 양동근 정원영 Key(샤이니) 장동우(인피니트)              | 양동근 정원영 Key(샤이니) 김유권(블락비) 장동우(인피니트)        |
| 바네사 (Vanessa)              | 카렌 올리보(Karen Olivo) | 오소연 제이민                                           | 오소연 제이민                                                    |
| 베니 (Benny)                  | 크리스토퍼 잭슨(Christopher Jackson) | 서경수 첸(엑소) 김성규(인피니트)                        | 이상이 박강현 안재효(블락비) 차학연(빅스, N) 김성규(인피니트)    |
| 니나 (Nina Rosario)           | 맨디 곤살레스(Mandy Gonzalez) | 김보경 루나(에프엑스)                                   | 최수진 나하나                                                    |
| 소니 (Sonny)                  | 로빈 드 헤수스(Robin De Jesús) | 육현욱 전역산                                           | 육현욱                                                           |
| 클라우디아 (Abuela Claudia)   | 올가 메레디즈(Olga Merediz) | 류수화                                                  | 이윤표                                                           |
| 다니엘라 (Daniela)            | 안드레아 번즈(Andréa Burns) | 최혁주                                                  | 최혁주                                                           |
| 칼라 (Carla)                  | 자넷 데칼(Janet Dacal) | 염민지                                                  | 염민지                                                           |
| 케빈 (Kevin Rosario)          | 카를로스 고메즈(Carlos Gomez) | 박호산 심정완                                           | 심정완                                                           |
| 카밀라 (Camila Rosario)       | 프리실라 로페즈(Priscilla Lopez) | 박소리 장은영                                           | 장재희                                                           |
| 피라구에로 (Piragua Guy)      | 엘리세오 로만(Eliseo Román) | 유승엽                                                  | 유승엽                                                           |
| 그래피티 피트 (Grafitti Pete) | 세스 스튜어트(Seth Stewart) | 주호                                                    | 주호                                                             |
| 앙상블 (Ensemble)             | 리키 트립(Rickey Tripp) 아프라 하인즈(Afra Hines) 조슈아 헨리(Joshua Henry) 루이스 살가도(Luis Salgado) 니나 라파르가(Nina Lafarga) 엘리세오 로만(Eliseo Román) 토니 카이롤즈(Tony Chiroldes) 도린 몬탈보(Doreen Montalvo) 하비에르 무뇨스(Javier Muñoz) 숀 테일러 코빗(Shaun Taylor-Corbett) 크리스타 로드리게스(Krysta Rodriguez) 로지 라니 피델만(Rosie Lani Fiedelman) | 김지강 권용국 유성원 박수현 장재웅 윤소미 이현아 양성령 | 신우석 유성원 박현우 심형준 장재웅 윤소미 이현아 박지은 남궁혜윤 |
| 스윙 (Swings)                 | 블랑카 카마초(Blanca Camacho) 마이클 발데라마(Michael Balderrama) 스테퍼니 클레몬즈(Stephanie Klemons) 로헬리오 더글러스 2세(Rogelio Douglas Jr.) | 오석원 이기현                                           | 이호진                                                           |

## 스태프

### 브로드웨이
- 대본 - 퀴아라 알레그리아 휴즈(Quiara Alegría Hudes)
- 작곡‧작사 - 린매뉴얼 미란다
- 연출 - 토마스 카일(Thomas Kail)
- 안무 - 앤디 블랑켄뷰럴(Andy Blankenbuehler)

### 한국 (초연, 재연)
- 연출 - 이지나
- 음악감독 - 원미솔
- 안무 - 채현원, 김재덕
- 무대디자인 - 박동우
- 조명디자인 - 구윤영, 나무
- 의상디자인 - 도연

## 제작사

### 한국
- 홍보마케팅 - 마케팅컴퍼니 아침
- 주최‧주관 - (주)에스엠컬처앤콘텐츠

## 수상 및 후보목록
| Year | Award ceremony | Category                                    | Nominee | Result |
| ---- | -------------- | ------------------------------------------- | --- | ------ |
| 2008 | Tony Awards    | Best Musical                                | 질 퍼먼(Jill Furman) 제프리 셀러(Jeffrey Seller) 샌더 제이콥스(Sander Jacobs) 케빈 매컬럼(Kevin McCollum) 에버렛/스키퍼(Everett/Skipper) 굿맨/그로스맨(Goodman/Grossman) | 수상   |
| 2008 | Tony Awards    | Best Book of a Musical                      | 퀴아라 알레그리아 휴즈(Quiara Alegría Hudes) | 후보   |
| 2008 | Tony Awards    | Best Original Score Written for the Theatre | 린매뉴얼 미란다 | 수상   |
| 2008 | Tony Awards    | Best Actor in a Musical                     | 린매뉴얼 미란다 | 후보   |
| 2008 | Tony Awards    | Best Featured Actor in a Musical            | 로빈 드 헤수스(Robin De Jesús) | 후보   |
| 2008 | Tony Awards    | Best Featured Actress in a Musical          | 올가 메레디즈(Olga Merediz) | 후보   |
| 2008 | Tony Awards    | Best Choreography                           | 앤디 블랑켄뷰럴(Andy Blankenbuehler) | 수상   |
| 2008 | Tony Awards    | Best Direction of a Musical                 | 토마스 카일(Thomas Kail) | 후보   |
| 2008 | Tony Awards    | Best Orchestrations                         | 알렉스 라카모어(Alex Lacamoire) 빌 셔먼(Bill Sherman) | 수상   |
| 2008 | Tony Awards    | Best Scenic Design of a Musical             | 안나 루이조(Anna Louizos) | 후보   |
| 2008 | Tony Awards    | Best Costume Design of a Musical            | 폴 테이즈웰(Paul Tazewell) | 후보   |
| 2008 | Tony Awards    | Best Lighting Design of a Musical           | 하웰 빈클리(Howell Binkley) | 후보   |
| 2008 | Tony Awards    | Best Sound Design of a Musical              | 애크매 사운드 파트너스(Acme Sound Partners) | 후보   |
| 2009 | Grammy Awards  | Best Musical Show Album                     | Best Musical Show Album | 수상   |
| 2009 | Pulitzer Prize | 2009 for Drama                              | 린매뉴얼 미란다 퀴아라 알레그리아 휴즈(Quiara Alegría Hudes) | 후보   |

## 한국공연

### 특이사항
안무가 채현원은 “원작과 단 1%도 같지 않다”며 한국만의 인 더 하이츠를 만들기 위한 고충을 털어놨다. 그는 "비보이와 스트릿 댄스 등 비주얼 강한 춤으로 이루어졌지만, 브로드웨이 버전과 가장 큰 차이는 군무나 짜인 틀이 있다는 것이다. 한국 관객의 기호에 맞게 정확한 동선과 깔끔하고 속 시원한 작품을 만드는 것이 이지나 연출의 제작 방향이었다. 단지 쇼를 보여주는 춤이 아니라 스토리가 있고 사람들의 감정을 담는 것에 고심했다. 배우들이 쇼와 드라마를 이해하고 정확히 표현해 줘서 빛나고 있다"고 전했다.

### 반응
2015년 초연 당시 국내 뮤지컬 무대에서 볼 수 없었던 힙합, 랩, 스트릿 댄스와 강렬한 리듬으로 최고의 브로드웨이 쇼 뮤지컬이라는 극찬 받았으며 90% 객석 점유율을 달성하며 작품성과 흥행성 모두 갖춘 작품으로 성공적인 마무리를 지었다.
또한, 2016년 11월 28일에 진행된 인 더 하이츠 쇼케이스 티켓은 오픈 되자 단 1분만에 매진을 기록하였으며, 티켓을 구하지 못한 관객들을 위해 네이버 TV캐스트와 V.LIVE 생중계를 진행, 동시접속 최대 7만 5천여명을 기록하는 기염을 토했다. 이 후에는 한 해 동안 국내에서 가장 인기 많았던 뮤지컬 넘버들을 모아 선보이는 '넘버 플레이 2018'에서 넘버 96,000외에 6곡이 공연되었다.